# Ebraismo in Italia

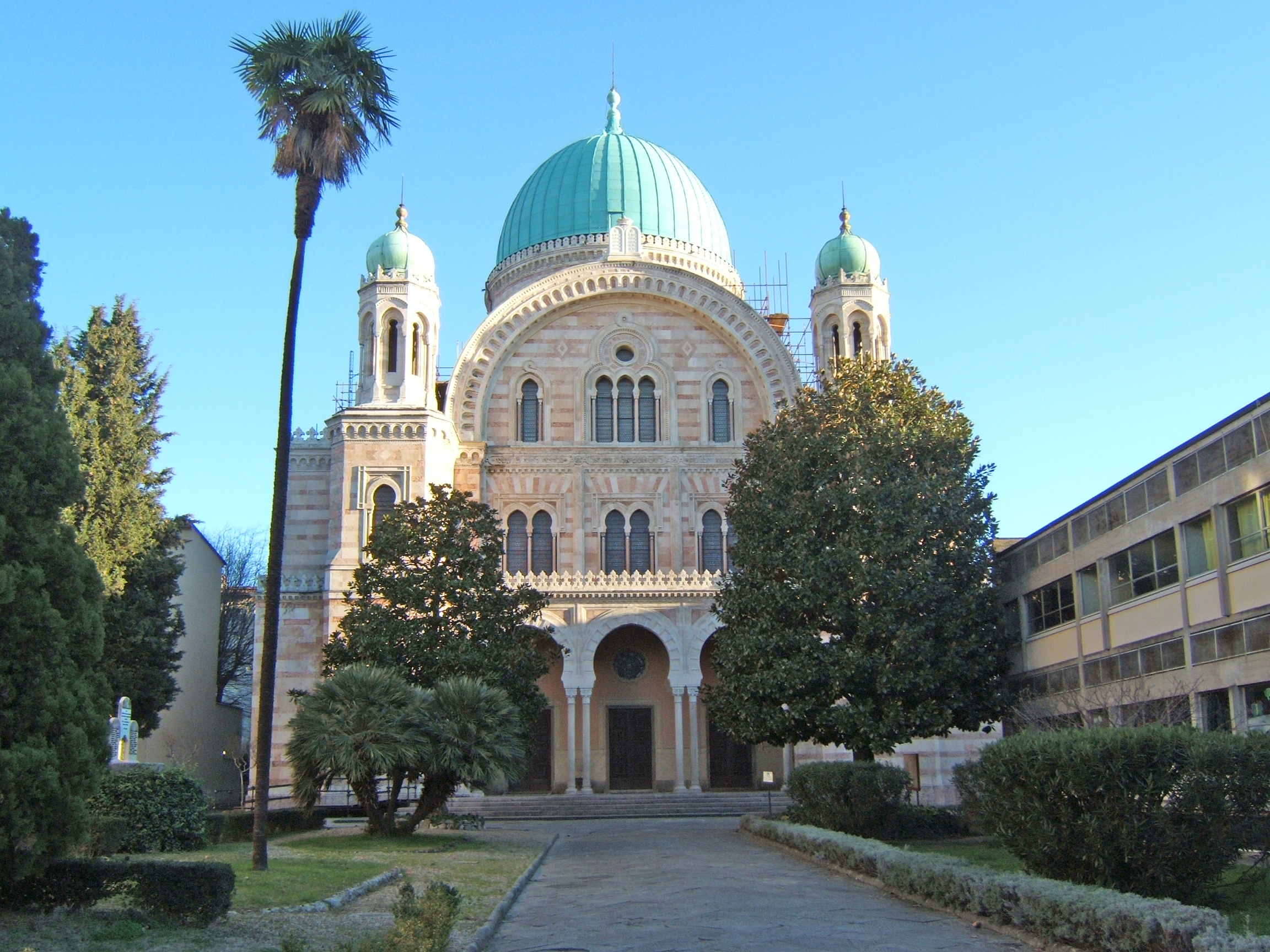
Sinagoga di Firenze, eretta negli anni 1874–1882

L'ebraismo in Italia è la religione monoteista più antica ad essere praticata. A Roma è documentata una presenza ininterrotta dell'ebraismo fin dai tempi precedenti la comparsa del cristianesimo.
L'espressione ebrei italiani (יהודים איטלקים) o italkim può indicare, in senso lato, tutti quegli ebrei che vivono in Italia o che hanno ascendenze italiane o, in un senso più ristretto, le comunità in cui è in uso il "rito italiano", diversamente dalle comunità in cui sono in uso il rito sefardita o aschenazita.
La comunità ebraica italiana trae le sue origini nel II secolo a.C., quando i primi ebrei arrivarono a Roma grazie agli intensi scambi commerciali nel bacino del Mediterraneo. Già nel I secolo d.C. la comunità ebraica romana era fiorente e stabile tant'è che poté riscattare gli ebrei fatti schiavi durante l'assedio di Gerusalemme del 70. La maggioranza degli ebrei italiani di conseguenza non appartiene a nessuno dei due gruppi rituali maggiori presenti in seno all'ebraismo (quello sefardita-spagnolo e quello askenazita-tedesco), ma sono di rito italiano (Italkim o bene romi) che è, insieme al rito temani (yemenita) uno dei riti ebraici più antichi; già nel Talmud si trovano accenni a usi tipici dei bene romi (figli di Roma). Il rito italiano attuale può essere suddiviso inoltre in due sottocategorie: il rito italiano degli ebrei del centro e del nord Italia, più vicino al rito romano originario e simile — nella maggior parte dei suoi aspetti — al rito askenazita-tedesco, e, invece, il rito romano degli attuali ebrei romani, più simile al rito sefardita a causa delle influenze conseguenti all'immigrazione a Roma degli ebrei sefarditi dopo la cacciata dalla Spagna.

## Storia

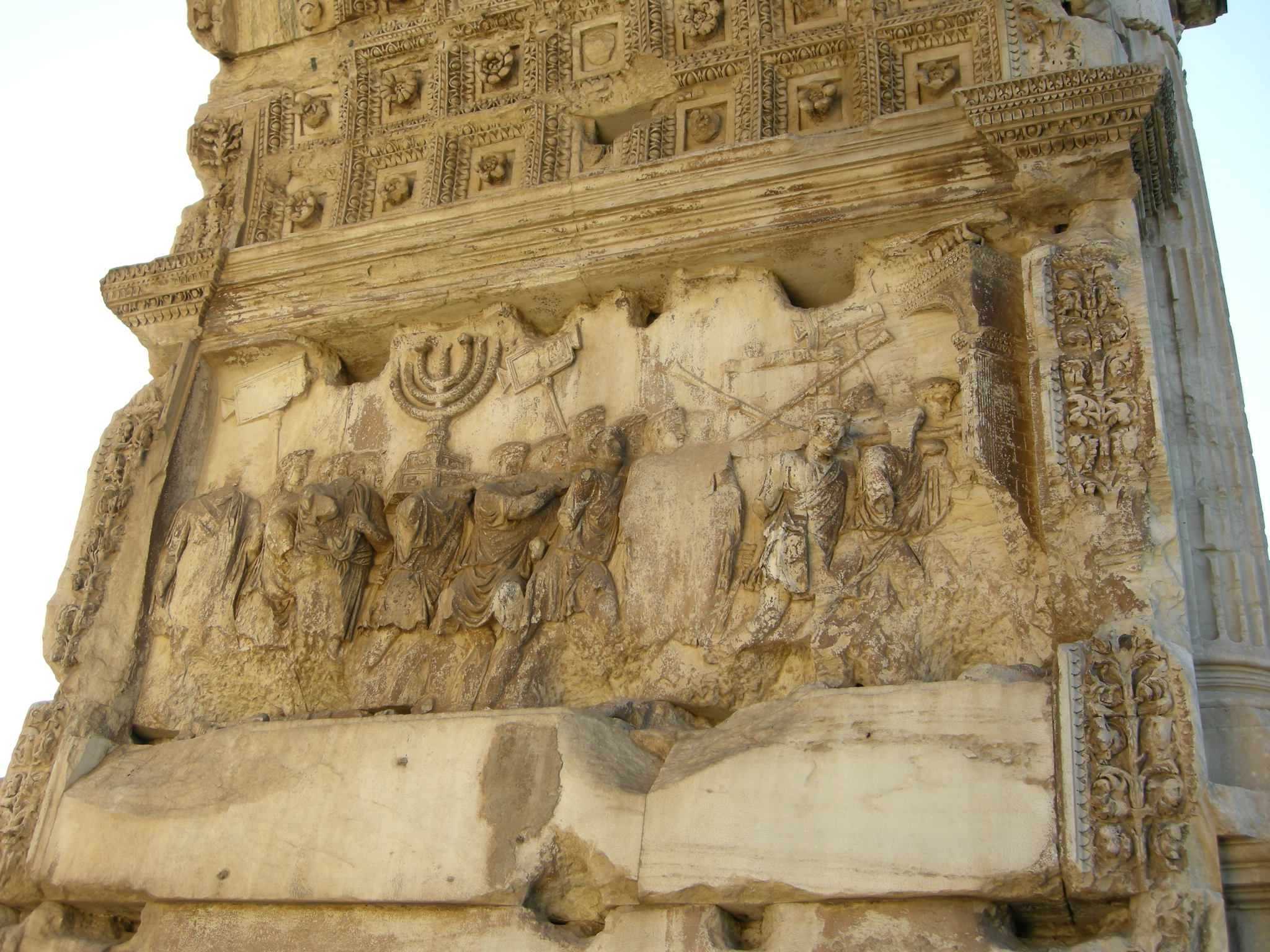
Arco di Tito nel Foro di Roma - bassorilievo che decora un lato del fornice e che commemora il trionfo di Tito dopo la cattura di Gerusalemme del 70, con la deportazione a Roma degli ebrei e del tesoro del Tempio.

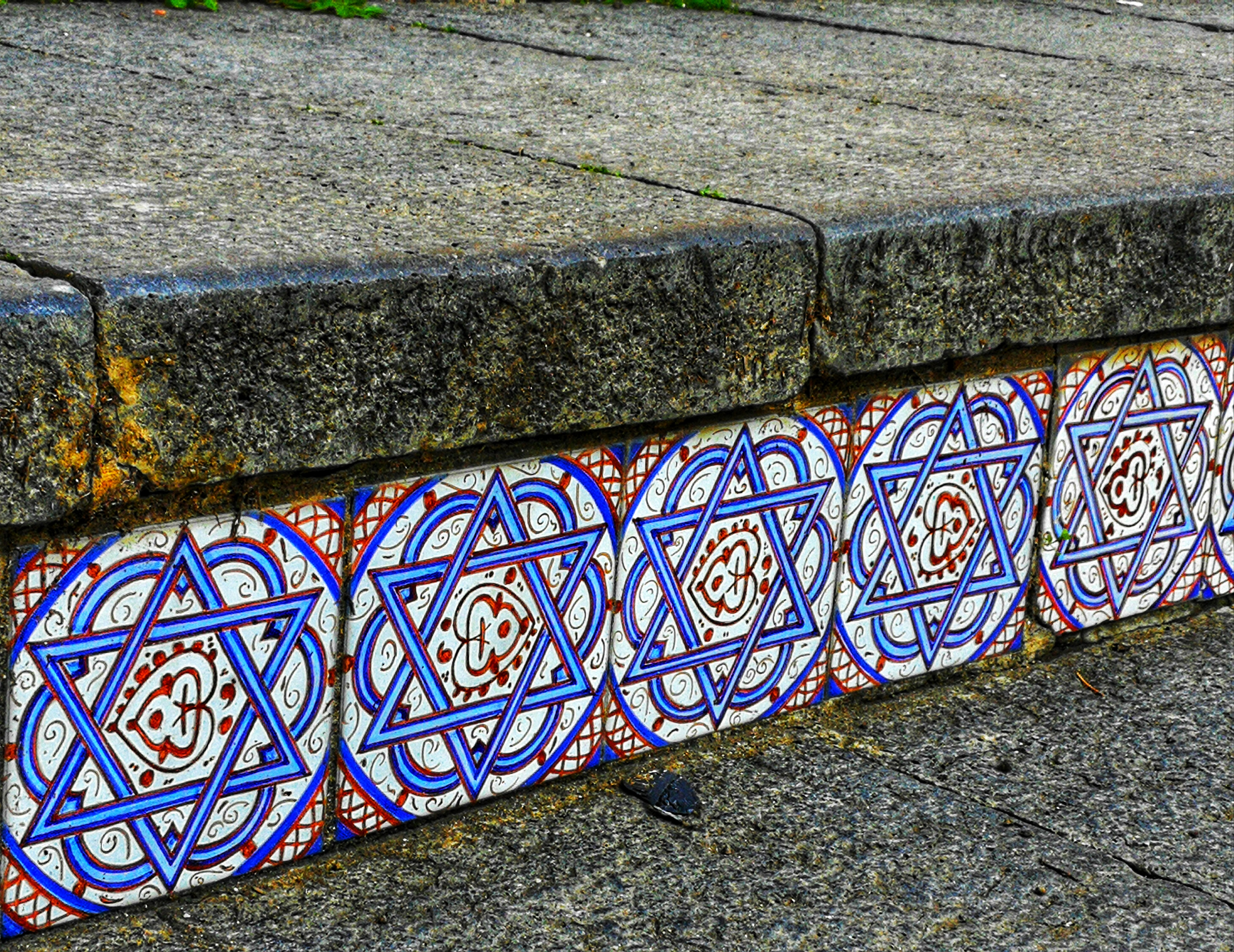
Piastrelle in Ceramica di Caltagirone raffiguranti la stella di David. Caltagirone, Italia

Gli ebrei italiani hanno una storia molto antica, che risale fino al II secolo a.C.: reperti archeologici di lapidi tombarie ed iscrizioni dedicatorie vanno indietro fino ad allora. A quel tempo la maggioranza viveva nell'estremo sud dell'Italia, con una ramificazione comunitaria a Roma, e generalmente parlavano il greco. Si pensa che alcune famiglie (per esempio gli "Adolescenti") siano i discendenti degli ebrei deportati dalla Giudea nel 70 d.C. dall'imperatore Tito. Nel primo Medioevo esistevano principali comunità nel Meridione italiano, come per esempio Bari ed Otranto. Gli ebrei medievali italiani produssero inoltre importanti opere halakhiche come Shibbole ha-Leket.
Verso la fine del XV secolo gli ebrei in Italia erano complessivamente 70.000 su una popolazione totale di circa 8-10 milioni di persone, quindi appena lo 0,7% - 0,9% degli abitanti (in Spagna, su una popolazione globale eguale all'Italia, vi erano allora ben 200.000 ebrei), distribuiti in 52 comunità. Di questi, circa 25.000 abitavano in Sicilia dove si stima che nel 1492 gli ebrei componessero tra il 3 e il 5% della popolazione.
Dopo l'espulsione degli ebrei dal Regno di Napoli nel 1533, il centro di gravità si spostò a Roma e al nord.
Uno degli ebrei italiani più famosi fu Rabbi Moshe Chaim Luzzatto (1707–1746) le cui opere religiose ed etiche sono studiate ancora nel ventunesimo secolo. La comunità ebraica nel suo complesso raggiungeva circa 50.000 persone nel momento in cui fu emancipata nel 1870. Un momento importante nella storia dell'ebraismo italiano è il congresso ebraico di Forlì del 1418, in cui vengono avanzate richieste al nuovo papa, Martino V, e vengono assunte decisioni relative alla vita interna delle comunità ebraiche.
Nel 1516 la Repubblica Serenissima istituì il Ghetto di Venezia, il primo ghetto della storia e che prende il nome dall'isola in cui fu confinata la comunità ebraica di Venezia, a quel tempo accresciuta di numero da un'immigrazione aschenazita, e che aveva l'obbligo di rientrare la sera e le cui porte venivano chiuse la notte. Con l'espulsione degli ebrei dalla Spagna nel 1492 con il decreto di Alhambra a Venezia si rifugiarono via via anche molti ebrei sefarditi. Traccia di queste progressive stratificazioni si ritrovano ancora nelle varie sinagoghe di Venezia (dette anche scuole) nel ghetto: italiana, tedesca, Canton, Ponentina, levantina. Venezia ha un ruolo importante per l'ebraismo mondiale anche per la diffusione della stampa di libri in ebraico, a cominciare dalla Bibbia di Bomberg del 1517.

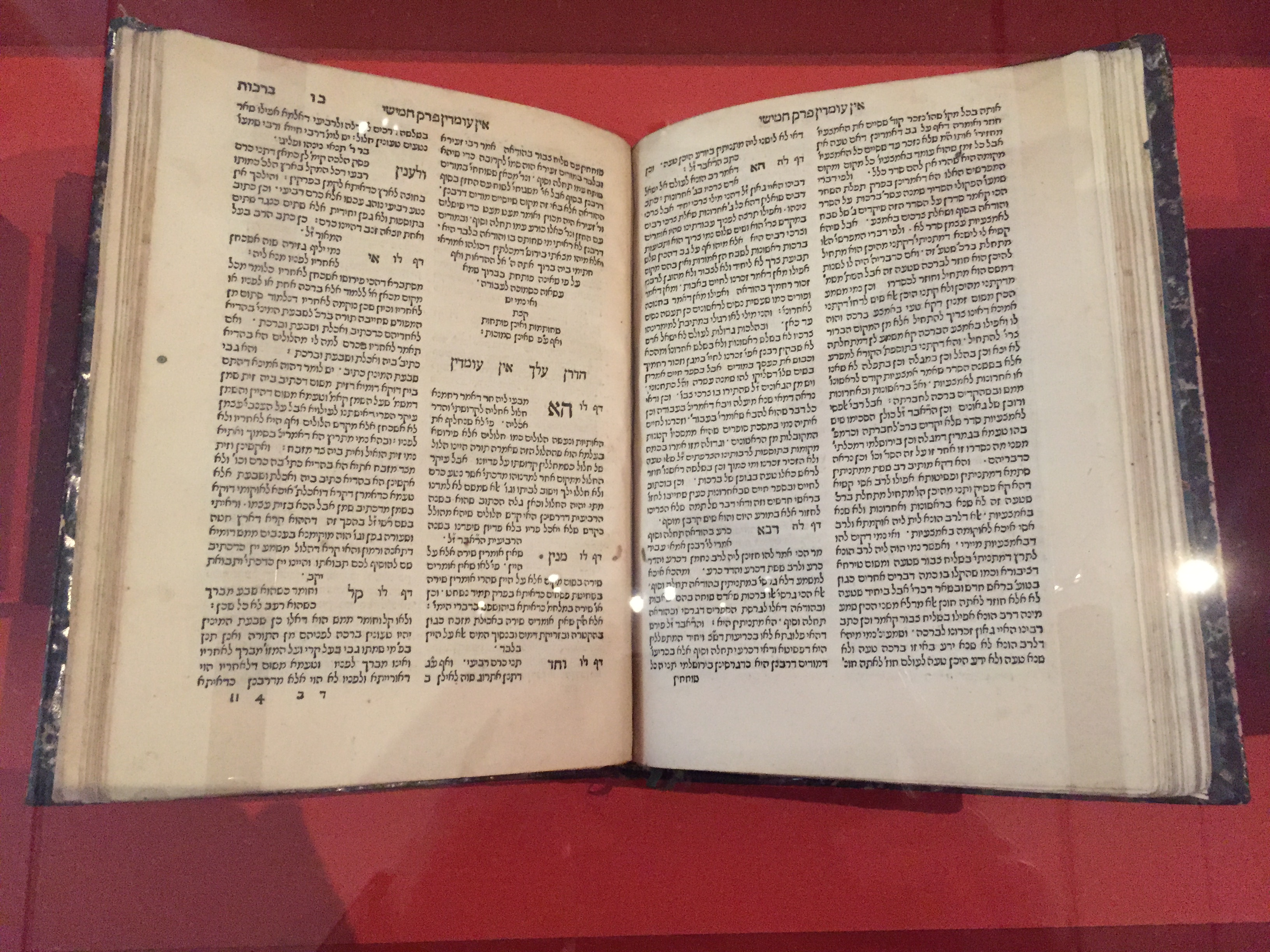
Bibbia di Bomberg

Nel '500 a Venezia si stamparono la maggior parte di tutti i testi in ebraico d'Europa, tra cui il Talmud completo (Bomberg 1520) ancora utilizzato in tutto il mondo come base talmudica. Nel 1553 questa fioritura ebraica si interruppe traumaticamente a causa della disputa tra due case editrici veneziane, la Bragadin e la Giustiniani, sui diritti di stampa della Mishneh Torah di Maimonide curata dal rabbino di Padova Katzenellenbogen. La disputa fu portata davanti ai tribunali dell'Inquisizione del papa Giulio III che giudicarono eretici i testi e ne decretarono il rogo, avvenuto prima a piazza Campo de' Fiori a Roma, quindi in piazza San Marco a Venezia.
Nel 1637 il rabbino di Venezia Leone da Modena vede pubblicata a Parigi la "Historia de riti Hebraici", la prima opera intesa a spiegare l'ebraismo ai non ebrei e a combattere i pregiudizi antisemiti del tempo. Destinata a un pubblico protestante anglosassone, l'opera precorre il dibattito sulla riammissione degli ebrei in Inghilterra al tempo di Cromwell (essendone stati espulsi nel 1290).
Nel 1638 un altro rabbino di Venezia, Simeone Luzzatto, pubblica il "Discorso circa lo stato de gl'Hebrei", sulla tolleranza religiosa e i vantaggi reciproci dell'integrazione degli ebrei a Venezia.
Le porte del ghetto furono abbattute nel 1797 con la conquista di Venezia da parte di Napoleone Bonaparte che impose l'emancipazione. Durante la seconda Aliyah (emigrazione, tra il 1904 e il 1914) molti ebrei italiani si trasferirono in Israele, ed a Gerusalemme esistono una sinagoga ed un centro culturale italiani.
Nel 1938 Benito Mussolini emanò le leggi razziali fasciste e, dopo l'8 settembre 1943, anche l'Italia collaborò con i nazisti, inviando circa 7.000 italiani ai campi di sterminio durante l'Olocausto. Nel ventunesimo secolo gli ebrei italiani sono meno di 30.000; la metà circa vive a Roma, meno di 10.000 risiedono a Milano, mentre gli altri sono sparsi in comunità medie o piccole in tutta la penisola.
Una delle sinagoghe più grandi d'Italia si trova a Trieste. La comunità ebraica di Casale Monferrato ospita la sua sinagoga di rito tedesco edificata nel 1595, ricca di arredi e iscrizioni, che è un esempio di barocco piemontese ed è considerata una delle più belle d'Italia.. Anche Merano e sinagoga di Trani ospitano una sinagoga, come diverse ne ospita Venezia, situate nei caratteristici ghetti ebraici; in particolare la sinagoga di Venezia è riconosciuta come una delle più belle d'Europa. Di particolare pregio le Tavole della Legge in legno dorato risalenti al XVIII secolo, numerosi Rimonim (terminali per rotoli della Legge) e Atarot (corone per i rotoli della Legge) sbalzati, cesellati o in filigrana d'argento.

## Associazionismo
L'unica organizzazione ebraica italiana che rappresenti l'ebraismo italiano di fronte allo Stato secondo la legge è l'Unione delle comunità ebraiche italiane (UCEI), come previsto dall'intesa con lo Stato italiano stipulata il 27 febbraio 1987, approvata con la legge 101/1989, revisione conclusa il 6 novembre 1996 e approvata con la legge 638/1996. L'UCEI partecipa alla ripartizione della quota dell'otto per mille del gettito IRPEF.
Poiché l'unica organizzazione che rappresenti giuridicamente gli interessi dell'ebraismo in Italia è l'UCEI, l'unica definizione di "ebreo" rilevante per lo Stato italiano è quella data dall'Assemblea Rabbinica Italiana. Gli unici enti che possono rilasciare una certificazione di ebraicità in Italia (al fine, per esempio, di potere richiedere di sostenere un esame universitario in giorno diverso dal sabato, o al fine di richiedere il riposo settimanale durante il sabato, con obbligo per il datore di lavoro di concederlo) sono le Comunità Ebraiche locali membri dell'UCEI che rilasciano tali certificati soltanto in base alle regole dell'ortodossia ebraica. L'iscrizione alle Comunità locali è infatti consentita soltanto previo nulla osta dell'Autorità Rabbinica locale e al cui diniego si può ricorrere unicamente presso l'Assemblea Rabbinica Italiana (Statuto UCEI).

## Le comunità

### Ebraismo ortodosso
L'Ebraismo ortodosso (da non confondere con il successivo Ebraismo Ultraortodosso, cioè le varie correnti Charedì) è la denominazione più antica e maggioritaria dell'ebraismo rabbinico. La maggior parte delle comunità italiane aderenti all'Unione delle comunità ebraiche si riferiscono a questa scuola.

Storicamente gli ebrei italiani si suddividono in quattro categorie:
1. Ebrei di rito italiano (in ebraico "Italkim"), che risiedono in Italia, ed in particolare a Roma, dal tempo dell'Impero romano (da circa 2.200 anni).
2. Ebrei sefarditi, che possono essere suddivisi in sefarditi levantini e ebrei iberici, cioè ebrei giunti in Italia dopo le espulsioni dalla Spagna nel 1492, dal Regno di Sicilia  nel 1493, dal Portogallo nel 1497 e dal Regno di Napoli nel 1533. Questi a loro volta includono sia gli espulsi di quel tempo sia la famiglie criptogiudaiche che lasciarono la Spagna ed il Portogallo nei secoli successivi e ritornarono all'ebraismo.
3. Ebrei aschenaziti, che vivono principalmente nella parte nord dell'Italia.
4. Ebrei di Asti, Fossano e Moncalvo ("Appam"). Questi rappresentano gli ebrei espulsi dalla Francia nel Medioevo. La loro liturgia è simile a quella degli aschenaziti, ma contiene alcuni usi distintivi provenienti dagli ebrei francesi del tempo di Rashi, particolarmente nelle funzioni delle festività ebraiche.[9]

Storicamente queste comunità rimasero separate: in una data città vi era spesso una "sinagoga italiana" e una "sinagoga spagnola" e di tanto in tanto anche una "sinagoga tedesca". In molti casi, queste si sono amalgamate, ma una data sinagoga può celebrare servizi liturgici di più riti.
Esistono anche altre categorie:
- Ebrei di San Nicandro che sono discendenti gerim dei neofiti di San Nicandro Garganico;[11]
- Ebrei iraniani che vivono a Roma e Milano;
- Ebrei libici, soprattutto a Roma.[2]
- Ebrei libanesi, giunti soprattutto a Milano in seguito alla guerra civile in Libano dal 1974.

#### Rito italiano

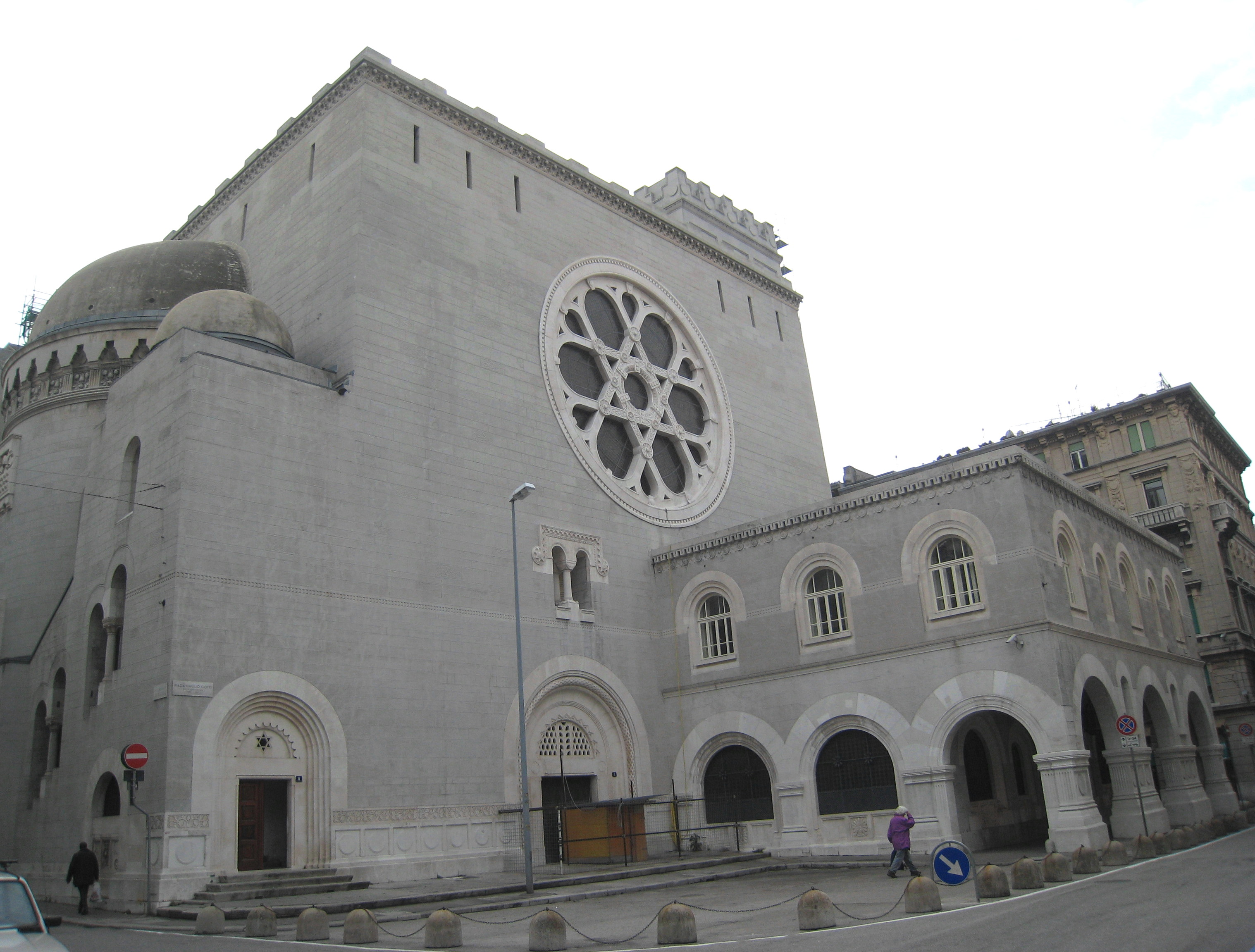
Sinagoga di Trieste

Gli ebrei italiani, distinti dai sefarditi e dagli aschenaziti, sono a volte indicati nella letteratura scientifica come Italkim (ebraico di "italiani", plur. di "italki", ebraico antico derivante dall'aggettivo latino "italicu(m)", che significa "italico", "latino", "romano"; italkit (o italqit) viene usato anche in ebraico moderno per indicare la lingua italiana). Gli ebrei di rito italiano di solito parlavano tradizionalmente una varietà di lingue giudeo-italiane come il bagitto a Livorno; solo a Roma si continua a parlare il giudaico romanesco.
Le usanze e i riti religiosi degli ebrei di rito italiano possono essere visti come un ponte tra le tradizioni aschenazite e quelle sefardite, mostrando somiglianze con entrambe; e sono ancora più vicini alle tradizioni dei romanioti (ebrei greci in Italia). Si riconosce inoltre una suddivisione tra il minhag Benè Romì, praticato a Roma, e il minhag Italiani, praticato in città del nord come Torino, anche se i due riti sono generalmente affini, nonché alcune differenze tra il minhag di Firenze (prettamente sefardita) e quello di Livorno.
In materia di diritto religioso, la maggior parte degli ebrei di rito italiano in generale seguono le stesse regole degli askenaziti codificate da Moshe Isserles (detto il Ramo) con l'eccezione della proibizione askenazita di mangiare legumi a Pesach, mentre a Roma e Firenze seguono generalmente le stesse regole dei sefarditi, secondo lo Shulchan Aruch senza le glosse di Moshe Isserles (su un totale di circa 35.000 ebrei presenti in Italia solo 12.000 risiedono a Roma). Tuttavia la loro liturgia è diversa da quella di entrambi questi gruppi. Una ragione di ciò potrebbe essere che l'Italia era il centro principale della prima stampa ebraica, consentendo agli ebrei italiani di conservare le proprie tradizioni, quando la maggior parte delle altre comunità dovevano optare per un libro di preghiere di standard "sefardita" o "askenazita".
Si è spesso sostenuto che il libro di preghiere (siddur) italiano contenga gli ultimi resti della tradizione ebraica giudeo/galilea, mentre sia quello sefardita sia, in misura minore, quello aschenazita riflettano la tradizione babilonese. Questa affermazione è molto probabilmente storicamente accurata, anche se è difficile verificare testualmente quanto materiale liturgico dalla Terra d'Israele sopravviva. Inoltre, alcune tradizioni italiane riflettono il rito babilonese in una forma più arcaica, più o meno allo stesso modo del libro di preghiere degli ebrei yemeniti. Esempi di antiche tradizioni babilonesi conservate dagli italiani ma da nessun altro gruppo (compresi gli yemeniti), sono l'uso di keter yitenu lach nella kedushah di tutti i servizi e di naḥamenu in Birkat Hamazon (ringraziamento dopo i pasti) nello Shabbat, entrambi i quali si trovano nel siddur di Amram Gaon.
La comunità di rito italiano tradizionalmente utilizza l'ebraico italiano, un sistema di pronuncia simile a quella degli ebrei spagnoli e portoghesi. Tale pronuncia è stata in molti casi adottata anche dalle comunità sefardite, aschenazite e appam d'Italia.

#### Aschenaziti

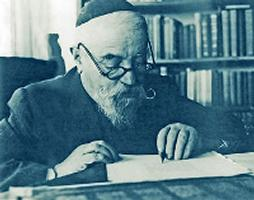
Dante Lattes (1876–1965) nel suo studio

Ci sono ebrei aschenaziti che vivono nel Nord Italia fin dal Tardo Medioevo. A Venezia, erano la più antica comunità ebraica della città, anteriore sia a quella sefardita che ai gruppi italiani. Dopo l'invenzione della stampa, l'Italia divenne un importante centro editoriale per libri ebraici e yiddish utilizzati dagli ebrei tedeschi e altri ebrei nordeuropei. Una figura rimarchevole era Elia Levita, esperto grammatico e masoreta, anche autore del poema epico-romantico yiddish Bovo-Bukh.
Altre comunità rinomate sono state quelle di Asti, Fossano e Moncalvo, che discendevano da ebrei espulsi dalla Francia nel 1394: la comunità astigiana comprende la nota famiglia Lattes. Solo la sinagoga di Asti è ancora in uso nel ventunesimo secolo. Il loro rito, conosciuto come appam (dalle iniziali ebraiche delle suddette tre città), è simile a quello aschenazita, ma ha alcune peculiarità tratte dal vecchio rito francese, in particolare al riguardo delle festività ebraiche. Queste variazioni si trovano su fogli mobili che la comunità utilizza in combinazione con il normale libro di preghiere aschenazita e vengono stampati anche da Goldschmidt. Questo rito è l'unico discendente superstite del rito originale francese, usato da Rashi e in tutto il mondo: gli aschenaziti francesi dal 1394 utilizzano il rito tedesco-aschenazita.
Nella tradizione musicale e nella pronuncia, gli aschenaziti italiani differiscono notevolmente dagli aschkenaziti di altri paesi e mostrano una certa assimilazione con le altre due comunità. Fanno eccezione le comunità nordorientali, come quella di Gorizia che data dai tempi austro-ungheresi, e sono molto più vicine alla tradizione tedesca e austriaca.

#### Sefarditi
Dal 1442, quando il Regno di Napoli cadde sotto il dominio spagnolo, un considerevole numero di ebrei sefarditi vennero a vivere nell'Italia meridionale. A seguito dell'espulsione degli ebrei dalla Spagna nel 1492 così come dal Regno di Sicilia e dalla Sardegna nello stesso anno, dal Portogallo nel 1495 e dal Regno di Napoli nel 1533, molti si spostarono nell'Italia centrale e settentrionale. Un rinomato profugo fu Don Isaac Abrabanel.
Nel corso dei secoli successivi furono raggiunti da un flusso costante di conversos che abbandonavano la Spagna e il Portogallo. In Italia, correvano il rischio di incriminazione per "giudaizzazione", dato che per legge erano battezzati cristiani; per questo motivo in genere evitarono gli stati pontifici. I papi permisero qualche insediamento spagnolo-ebraico ad Ancona, poiché questo era il porto principale per il commercio con la Turchia, dove i loro legami con i sefarditi ottomani erano utili. Altri Stati ritennero vantaggioso consentire ai conversos di stabilirsi e mescolarsi con le comunità ebraiche già esistenti e chiudere un occhio sul loro Stato religioso. Nella successiva generazione, comunque i figli dei conversos avrebbero potuto rientrare nell'ebraismo senza problemi legali, poiché non erano mai stati battezzati.
I principali luoghi di insediamento furono i seguenti:
1. Venezia. La Repubblica di Venezia aveva spesso rapporti tesi con il Papato; d'altra parte erano consapevoli dei vantaggi commerciali offerti dalla presenza di colti ebrei di lingua spagnola, in particolare per il commercio con la Turchia. In precedenza gli ebrei di Venezia erano stati tollerati con decreti di una certa durata di anni, periodicamente rinnovati. Nei primi anni del XVI secolo, queste modalità furono rese permanenti e un decreto separato fu concesso alla comunità "ponentina" (occidentale). Il prezzo pagato per questo riconoscimento fu il confinamento degli ebrei nella nuova istituzione del "Ghetto". Tuttavia per lungo tempo la Repubblica di Venezia fu considerata come la migliore località di insediamento degli ebrei, equivalente ai Paesi Bassi del XVII secolo o agli Stati Uniti nel XX secolo.[1]
2. L'immigrazione sefardita fu inoltre incoraggiata dai principi d'Este, nei loro possedimenti a Reggio Emilia, Modena e Ferrara. Nel 1598 Ferrara venne ripresa dagli Stati Papalini, il che provocò un flusso migratorio verso l'esterno.
3. Nel 1593 Ferdinando I de' Medici, Granduca di Toscana, concesse agli ebrei portoghesi di vivere e commerciare a Pisa e Livorno (cfr. "Comunità ebraica di Livorno").

Nel complesso gli ebrei spagnoli e portoghesi rimasero separati dagli ebrei italiani autoctoni, anche se c'era una notevole influenza religiosa e intellettuale reciproca tra i gruppi.
La Scola Spagnola (sinagoga spagnola) di Venezia fu originariamente considerata come la "sinagoga madre" dalle comunità spagnole e portoghesi di tutto il mondo, poiché fu tra le prime a essere fondate e il primo libro di preghiere fu pubblicato lì: le comunità posteriori, come Amsterdam, seguirono la sua guida in merito a questioni rituali. Con il declino dell'importanza di Venezia a partire dal XVIII secolo, il ruolo di primo piano passò alla comunità ebraica di Livorno (per l'Italia e il Mediterraneo) e ad Amsterdam (per i Paesi occidentali). La sinagoga di Livorno fu distrutta durante la seconda guerra mondiale: un moderno edificio fu eretto nel 1958-1962.
Oltre agli ebrei spagnoli e portoghesi strettamente detti, l'Italia ha ospitato molti ebrei sefarditi dal Mediterraneo orientale. La Dalmazia e molte delle isole greche, dove c'erano grandi comunità ebraiche, sono state per molti secoli parte della Repubblica di Venezia, e vi fu una comunità "levantina" a Venezia. Questa rimase separata dalla comunità "ponentina" (cioè la spagnola e portoghese) e legata alle proprie radici orientali, come dimostra il loro uso nei primi anni del XVIII secolo di un libro di inni classificato come maqam alla maniera ottomana. (Entrambe le sinagoghe sono ancora in uso, ma le comunità si sono amalgamate). In seguito la comunità di Livorno agì come collegamento tra gli spagnoli e i portoghesi e gli ebrei sefarditi orientali e punto di riscontro tra le altre tradizioni e gruppi musicali. Molti ebrei italiani hanno radici "levantine", per esempio da Corfù, e prima della seconda guerra mondiale l'Italia considerava l'esistenza delle comunità sefardite orientali come possibilità di espandere l'influenza italiana nel Mediterraneo.
Nel XVIII e XIX secolo molti ebrei italiani (perlopiù, ma non esclusivamente, dal gruppo spagnolo e portoghese) mantennero una presenza commerciale e residenziale sia in Italia che nei paesi dell'Impero ottomano: anche coloro che si stabilirono definitivamente nell'Impero ottomano, mantennero la loro nazionalità toscana o altra italiana, in modo da avere il beneficio delle "capitolazioni dell'Impero ottomano". Così in Tunisia vi era una comunità di Juifs Portugais, o di L'Grana (livornesi), quest'ultima comunità che si manteneva separata dagli ebrei nativi tunisini (Tuansa) considerandosi superiore. Comunità più piccole dello stesso tipo esistevano anche in altri paesi, come la Siria, dove erano conosciuti come Señores Francos, sebbene in genere non fossero abbastanza numerosi per stabilire le proprie sinagoghe; per pregare si incontravano invece nelle reciproche dimore. Diversi paesi europei spesso nominavano ebrei di queste comunità come loro rappresentanti consolari nelle città ottomane.
Tra le due guerre mondiali la Libia fu una colonia italiana e, come in altri paesi del Nordafrica, il potere coloniale trovò utili gli ebrei locali, essendo una élite istruita e ben introdotta. Dopo l'indipendenza libica e soprattutto dopo la guerra dei sei giorni nel 1967, molti ebrei libici si trasferirono sia in Israele che in Italia, e la maggior parte delle sinagoghe "sefardite" a Roma sono in realtà libiche. (Il Tempio Spagnolo, senza dubbio di origine spagnola e portoghese come implica il nome, ora si considera "italiano", in contrasto con queste comunità più recenti).

### Ebraismo riformato
L'ebraismo riformato, chiamato anche liberale o progressista, ha avuto origine nel XIX secolo in Germania. In Italia sono presenti comunità ebraiche riformate a Milano, Firenze, Roma, Bologna, Bergamo e Brescia, associate nella Federazione Italiana per l'Ebraismo Progressivo. A Serrastretta, in Calabria, nel 2006 è stata fondata la comunità ebraica riformata Ner Tamid del Sud dalla rabbina Barbara Aiello, la quale ha condotto ricerche secondo cui circa il 40% dei calabresi avrebbero almeno parziali origini ebraiche, discendendo da anusim, ossia ebrei costretti in passato ad adottare il cristianesimo.

### Ebraismo ultraortodosso (Charedì)
L'Ebraismo ultraortodosso o Charedì è un movimento religioso ebraico che comprende una diversità di orientamenti spirituali e culturali, tra cui molti afferenti al Chassidismo, che si basano su una strettissima osservanza di precetti religiosi. 
Nell'ambito dell'ebraismo ortodosso, Chabad-Lubavitch è uno dei più grandi movimenti religiosi del Chassidismo. Il movimento ha il suo centro principale nel quartiere di Crown Heights a Brooklyn, ma ha basi in tutto il mondo e si è ben sviluppato anche in Italia, con centri nelle principali città.
Chabad (חב"ד) è un acronimo ebraico di Chochmah, Binah, Da'at (in ebraico חָכְמָה, בִּינָה, דַּעַת‎?) che significano Saggezza, Comprensione e Conoscenza. Lubavitch è l'unica branca esistente di una famiglia di sette chassidiche conosciute un tempo collettivamente come Movimento Chabad: i nomi vengono ora usati in maniera intercambiabile. Un membro dello Chabad può venire chiamato sia "Chabadnik" (in ebraico חב"דניק‎?) o anche "Lubavitcher" (in yiddish ליובאוויטשער).
Il Chabad di Venezia è una Casa Chabad con una sua yeshivah nella piazza principale dell'antico Ghetto di Venezia, una pasticceria e un ristorante dal nome "Gam Gam" all'entrata del ghetto stesso. I pasti dello Shabbat vengono serviti ai tavoli esterni del ristorante, lungo il canale di Cannaregio con vista del ponte delle Guglie vicino al Canal Grande. Nel romanzo Much Ado About Jessie Kaplan (Molto rumore per Jessie Kaplan), il ristorante è centro di un mistero storico con richiami shakespeariani. Ogni anno, per il festival di Sukkot, una sukkah viene eretta su una barca del canale che fa il giro della città, e una grande Menorah viene portata lungo le calli durante Hanukkah.
In Italia esistono piccole comunità e luoghi di culto ultraortodossi, specialmente del movimento Chabad Lubavitch, che è presente a Bologna, Camaiore (LU), Firenze, Milano, Roma, Trieste, Valenza (AL) e Venezia.